# Estatísticas da carreira de Bruno Soares
Esta é uma lista com as principais estatísticas da carreira do tenista profissional brasileiro Bruno Soares cuja carreira profissional começou em 2001. Até à data, Soares ganhou trinta e cinco títulos da ATP em duplas e seu maior ranking de duplas é o número 2, alcançado em 17 de outubro de 2016.

## Linha do tempo em desempenho

### Duplas masculinas
- Atualizado até ATP Tour de 2020.

| Grand Slams – Duplas Masculinas                    |                    |                    |                    |                    |                    |                    |                    |                    |       |       |       |       |       |       |       |       |      |          |          |          |
| Australian Open                                    | A                  | A                  | A                  | A                  | 3R                 | 1R                 | 1R                 | QF                 | 2R    | 3R    | 2R    | V     | 1R    | 2R    | QF    | 3R    |      | 1 / 12   | 21–11    |          |
| Roland-Garros                                      | A                  | A                  | A                  | SF                 | QF                 | QF                 | 2R                 | 3R                 | SF    | 2R    | QF    | 3R    | QF    | 2R    | 1R    | F     |      | 0 / 13   | 32–13    |          |
| Wimbledon                                          | A                  | A                  | A                  | 1R                 | QF                 | 2R                 | 2R                 | 2R                 | 3R    | QF    | QF    | QF    | 2R    | QF    | 2R    | NR    |      | 0 / 12   | 22–12    |          |
| US Open                                            | A                  | A                  | A                  | QF                 | 2R                 | 3R                 | 2R                 | QF                 | F     | QF    | 1R    | V     | QF    | QF    | 2R    | V     |      | 2 / 13   | 36–11    |          |
| Vitórias-Derrotas                                  | 0–0                | 0–0                | 0–0                | 7–3                | 9–4                | 6–4                | 3–4                | 9–4                | 12–4  | 9–4   | 7–4   | 17–2  | 7–4   | 8–4   | 5–4   | 12–2  | 0–0  | 3 / 50   | 111–47   |          |
| Campeonatos de Final-de-Ano                        |                    |                    |                    |                    |                    |                    |                    |                    |       |       |       |       |       |       |       |       |      |          |          |          |
| ATP Finals                                         | Não se classificou | Não se classificou | Não se classificou | Não se classificou | Não se classificou | Não se classificou | Não se classificou | Não se classificou | SF    | RR    | NSC   | SF    | SF    | SF    | NSC   | RR    |      | 0 / 6    | 13–9     |          |
| ATP Masters Series                                 |                    |                    |                    |                    |                    |                    |                    |                    |       |       |       |       |       |       |       |       |      |          |          |          |
| Indian Wells Masters                               | A                  | A                  | A                  | A                  | 1R                 | 1R                 | 1R                 | 1R                 | SF    | F     | 1R    | QF    | 2R    | SF    | 1R    | NR    |      | 0 / 11   | 13–11    |          |
| Miami Masters                                      | A                  | A                  | A                  | A                  | QF                 | 1R                 | 1R                 | 1R                 | 1R    | QF    | SF    | 1R    | QF    | 2R    | 2R    | NR    |      | 0 / 11   | 11–11    |          |
| Monte Carlo Masters                                | A                  | A                  | A                  | A                  | 2R                 | QF                 | F                  | 1R                 | 2R    | QF    | QF    | F     | QF    | 2R    | SF    | NR    |      | 0 / 11   | 15–11    |          |
| Rome Masters                                       | A                  | A                  | A                  | A                  | SF                 | 2R                 | A                  | A                  | 1R    | 2R    | 2R    | QF    | 2R    | SF    | 1R    | QF    |      | 0 / 10   | 7–10     |          |
| Madrid Masters                                     | A                  | A                  | A                  | A                  | 2R                 | A                  | QF                 | A                  | F     | QF    | 1R    | 2R    | QF    | QF    | QF    | NR    |      | 0 / 10   | 11–10    |          |
| Canada Masters                                     | A                  | A                  | A                  | A                  | 2R                 | A                  | 2R                 | A                  | V     | V     | SF    | F     | 2R    | 2R    | 1R    | NR    |      | 2 / 9    | 14–7     |          |
| Cincinnati Masters                                 | A                  | A                  | A                  | A                  | 2R                 | A                  | 2R                 | 2R                 | QF    | QF    | 2R    | 2R    | F     | V     | SF    | 1R    |      | 1 / 11   | 16–10    |          |
| Hamburg MastersAté 2008 Shanghai MastersDesde 2009 | A                  | A                  | A                  | A                  | SF                 | A                  | 2R                 | A                  | A     | QF    | 1R    | QF    | SF    | F     | V     | NR    |      | 1 / 9    | 13–8     |          |
| Paris Masters                                      | A                  | A                  | A                  | QF                 | 2R                 | A                  | QF                 | QF                 | F     | 2R    | 2R    | 2R    | SF    | 2R    | 1R    | F     |      | 0 / 10   | 14–10    |          |
| Vitórias-Derrotas                                  | 0–0                | 0–0                | 0–0                | 1–1                | 7–9                | 0–5                | 11–8               | 1–5                | 19–7  | 14–8  | 8–9   | 9–9   | 14–9  | 12–8  | 14–8  | 5–3   | 0–0  | 4 / 94   | 112–90   |          |
| Estatísticas da carreira                           |                    |                    |                    |                    |                    |                    |                    |                    |       |       |       |       |       |       |       |       |      |          |          |          |
|                                                    | 2005               | 2006               | 2007               | 2008               | 2009               | 2010               | 2011               | 2012               | 2013  | 2014  | 2015  | 2016  | 2017  | 2018  | 2019  | 2020  | 2021 | Carreira | Carreira | Carreira |
| Títulos                                            | 0                  | 0                  | 0                  | 1                  | 1                  | 1                  | 2                  | 5                  | 6     | 2     | 2     | 3     | 3     | 3     | 3     | 1     |      | 33       | 33       | 33       |
| Finais alcançadas                                  | 0                  | 0                  | 0                  | 2                  | 2                  | 4                  | 5                  | 6                  | 11    | 7     | 3     | 5     | 6     | 6     | 5     | 3     |      | 65       | 65       | 65       |
| Vitórias–Derrotas no Geral                         | 1–0                | 0–0                | 0–0                | 21–14              | 28–29              | 29–29              | 42–28              | 43–23              | 61–20 | 45–25 | 38–26 | 50–24 | 50–23 | 40–19 | 37–21 | 22–11 | 0–0  | 507–292  | 63%      |          |
| Ranking de final de ano                            | 241                | 1637               | 192                | 23                 | 22                 | 35                 | 19                 | 19                 | 3     | 10    | 22    | 3     | 10    | 7     | 21    | 6     |      |          |          |          |

### Duplas mistas
| Torneio                     | 2005 | 2006 | 2007 | 2008 | 2009 | 2010 | 2011 | 2012 | 2013 | 2014 | 2015 | 2016 | 2017 | 2018 | 2019 | 2020 | 2021 | SR     | V–D   |
| --------------------------- | ---- | ---- | ---- | ---- | ---- | ---- | ---- | ---- | ---- | ---- | ---- | ---- | ---- | ---- | ---- | ---- | ---- | ------ | ----- |
| Grand Slams – Duplas Mistas |      |      |      |      |      |      |      |      |      |      |      |      |      |      |      |      |      |        |       |
| Australian Open             | A    | A    | A    | A    | 1R   | 1R   | A    | QF   | 2R   | QF   | SF   | V    | 2R   | SF   | SF   | 2R   |      | 1 / 11 | 21–9  |
| Roland-Garros               | A    | A    | A    | A    | QF   | 2R   | QF   | 1R   | QF   | SF   | 1R   | QF   | 1R   | A    | SF   | NR   |      | 0 / 10 | 15–10 |
| Wimbledon                   | A    | A    | A    | 1R   | 2F   | 3R   | 1R   | 2R   | F    | QF   | QF   | 2R   | SF   | QF   | QF   | NR   |      | 0 / 12 | 19–10 |
| US Open                     | A    | A    | A    | A    | 1R   | 1R   | QF   | V    | SF   | V    | 1R   | QF   | QF   | 2R   | 2R   | NR   |      | 2 / 11 | 21–9  |
| Vitórias-Derrotas           | 0–0  | 0–0  | 0–0  | 0–1  | 3–4  | 3–4  | 4–3  | 8–3  | 11–4 | 12–3 | 5–4  | 9–2  | 6–3  | 6–2  | 9–4  | 1–1  | 0–0  | 4 / 44 | 76–38 |

## Finais significativas

### Finais de Grand Slam

#### Duplas Masculinas: 6 (3 títulos, 3 vices)
| Resultado | Ano  | Campeonato      | Piso   | Parceiro       | Oponentes                                  | Placar        |
| --------- | ---- | --------------- | ------ | -------------- | ------------------------------------------ | ------------- |
| Derrota   | 2013 | US Open         | Duro   | Alexander Peya | Leander Paes Radek Štěpánek                | 1–6, 3–6      |
| Vitória   | 2016 | Australian Open | Duro   | Jamie Murray   | Daniel Nestor Radek Štěpánek               | 2-6, 6-4, 7-5 |
| Vitória   | 2016 | US Open         | Duro   | Jamie Murray   | Pablo Carreño Busta Guillermo García-López | 6–2, 6–3      |
| Vitória   | 2020 | US Open (2)     | Duro   | Mate Pavić     | Wesley Koolhof Nikola Mektić               | 7–5, 6–3      |
| Derrota   | 2020 | Roland Garros   | Saibro | Mate Pavić     | Kevin Krawietz Andreas Mies                | 3–6, 5–7      |
| Derrota   | 2021 | US Open (2)     | Duro   | Jamie Murray   | Rajeev Ram Joe Salisbury                   | 6–3, 2–6, 2–6 |

#### Duplas Mistas: 4 (3 títulos, 1 vice)
| Resultado | Ano  | Campeonato      | Piso  | Parceira           | Oponentes                         | Placar                  |
| --------- | ---- | --------------- | ----- | ------------------ | --------------------------------- | ----------------------- |
| Vitória   | 2012 | US Open         | Duro  | Ekaterina Makarova | Květa Peschke Marcin Matkowski    | 6-7(8–10), 6-1, [12-10] |
| Derrota   | 2013 | Wimbledon       | Grama | Lisa Raymond       | Kristina Mladenovic Daniel Nestor | 7-5, 2-6, 6-8           |
| Vitória   | 2014 | US Open (2)     | Duro  | Sania Mirza        | Abigail Spears Santiago González  | 6-1, 2-6, [11-9]        |
| Vitória   | 2016 | Australian Open | Duro  | Elena Vesnina      | Coco Vandeweghe Horia Tecau       | 6–4, 4–6, [10-5]        |

### Finais de Masters 1000

#### Duplas: 13 (4 títulos, 9 vices)
| Resultado | Ano  | Campeonato              | Superfície | Parceiro           | Oponentes                            | Placar                     |
| --------- | ---- | ----------------------- | ---------- | ------------------ | ------------------------------------ | -------------------------- |
| Derrota   | 2011 | Monte-Carlo Masters     | Saibro     | Juan Ignacio Chela | Bob Bryan Mike Bryan                 | 3–6, 2–6                   |
| Derrota   | 2013 | Madrid Open             | Saibro     | Alexander Peya     | Bob Bryan Mike Bryan                 | 2–6, 3–6                   |
| Vitória   | 2013 | Canadian Open           | Duro       | Alexander Peya     | Andy Murray Colin Fleming            | 6–4, 7–6(7–4)              |
| Derrota   | 2013 | Paris Masters           | Duro (i)   | Alexander Peya     | Bob Bryan Mike Bryan                 | 3–6, 3–6                   |
| Derrota   | 2014 | Indian Wells Masters    | Duro       | Alexander Peya     | Bob Bryan Mike Bryan                 | 4–6, 3–6                   |
| Vitória   | 2014 | Canadian Open (2)       | Duro       | Alexander Peya     | Ivan Dodig Marcelo Melo              | 6–4, 6–3                   |
| Derrota   | 2016 | Monte-Carlo Masters (2) | Saibro     | Jamie Murray       | Pierre-Hugues Herbert Nicolas Mahut  | 6–4, 0–6, [6–10]           |
| Derrota   | 2016 | Canadian Open           | Duro       | Jamie Murray       | Ivan Dodig Marcelo Melo              | 4–6, 4–6                   |
| Derrota   | 2017 | Cincinnati Masters      | Duro       | Jamie Murray       | Pierre-Hugues Herbert Nicolas Mahut  | 6–7(6–8), 4–6              |
| Vitória   | 2018 | Cincinnati Masters      | Duro       | Jamie Murray       | Juan Sebastián Cabal Robert Farah    | 4–6, 6–3, [10–6]           |
| Derrota   | 2018 | Shanghai Masters        | Duro       | Jamie Murray       | Łukasz Kubot Marcelo Melo            | 4–6, 2–6                   |
| Vitória   | 2019 | Shanghai Masters        | Duro       | Mate Pavić         | Łukasz Kubot Marcelo Melo            | 6–4, 6–2                   |
| Derrota   | 2020 | Paris Masters           | Duro (i)   | Mate Pavić         | Félix Auger-Aliassime Hubert Hurkacz | 7–6(7–3), 6–7(7–9), [2–10] |

## Títulos de ATP

### Duplas: 69 (35 títulos, 34 vices)
| Legenda                           |
| --------------------------------- |
| Grand Slam (3-3)                  |
| ATP World Tour Finals (0–0)       |
| ATP World Tour Masters 1000 (4–9) |
| ATP World Tour 500 Series (9–7)   |
| ATP World Tour 250 Series (19–15) |

| Finais por piso |
| --------------- |
| Duro (22–19)    |
| Saibro (7–11)   |
| Grama (6–4)     |
| Carpete (0-0)   |

| Títulos por locatização |
| ----------------------- |
| Outdoors (26–29)        |
| Indoors (9–5)           |

| Resultado | V–D   | Data     | Torneio                                               | Categoria     | Piso       | Parceiro           | Oponentes                                  | Placar                      |
| --------- | ----- | -------- | ----------------------------------------------------- | ------------- | ---------- | ------------------ | ------------------------------------------ | --------------------------- |
| Vitória   | 1–0   | Jun 2008 | Nottingham Open, Reino Unido                          | International | Grama      | Kevin Ullyett      | Jeff Coetzee Jamie Murray                  | 6–2, 7–6(7–5)               |
| Derrota   | 1–1   | Ago 2008 | Washington Open, Estados Unidos                       | International | Duro       | Kevin Ullyett      | Marc Gicquel Robert Lindstedt              | 6–7(6–8), 3–6               |
| Derrota   | 1–2   | Ago 2009 | Connecticut Open, Estados Unidos                      | 250 Series    | Duro       | Kevin Ullyett      | Julian Knowle Jürgen Melzer                | 4–6, 6–7(3–7)               |
| Vitória   | 2–2   | Out 2009 | Stockholm Open, Suécia                                | 250 Series    | Duro (i)   | Kevin Ullyett      | Simon Aspelin Paul Hanley                  | 6–4, 7–6(7–4)               |
| Derrota   | 2–3   | Jan 2010 | Auckland Open, Nova Zelândia                          | 250 Series    | Duro       | Marcelo Melo       | Marcus Daniell Horia Tecău                 | 5–7, 4–6                    |
| Vitória   | 3–3   | Mai 2010 | Open de Nice Côte d'Azur, França                      | 250 Series    | Saibro     | Marcelo Melo       | Rohan Bopanna Aisam-ul-Haq Qureshi         | 1–6, 6–3, [10–5]            |
| Derrota   | 3–4   | Ago 2010 | Allianz Suisse Open Gstaad, Suíça                     | 250 Series    | Saibro     | Marcelo Melo       | Johan Brunström Jarkko Nieminen            | 3–6, 7–6(7–4), [9–11]       |
| Derrota   | 3–5   | Set 2010 | Open de Moselle, França                               | 250 Series    | Duro (i)   | Marcelo Melo       | Dustin Brown Rogier Wassen                 | 3–6, 3–6                    |
| Vitória   | 4–5   | Fev 2011 | Movistar Open, Chile                                  | 250 Series    | Saibro     | Marcelo Melo       | Łukasz Kubot Oliver Marach                 | 6–3, 7–6(7–3)               |
| Vitória   | 5–5   | Fev 2011 | Brasil Open, Brasil                                   | 250 Series    | Saibro     | Marcelo Melo       | Pablo Andújar Daniel Gimeno-Traver         | 7–6(7–4), 6–3               |
| Derrota   | 5–6   | Fev 2011 | Abierto Mexicano Telcel, México                       | 500 Series    | Saibro     | Marcelo Melo       | Victor Hănescu Horia Tecău                 | 1–6, 3–6                    |
| Derrota   | 5–7   | Abr 2011 | Monte-Carlo Masters, Mônaco                           | Masters 1000  | Saibro     | Juan Ignacio Chela | Bob Bryan Mike Bryan                       | 3–6, 2–6                    |
| Derrota   | 5–8   | Out 2011 | Stockholm Open, Suécia                                | 250 Series    | Duro (i)   | Marcelo Melo       | Rohan Bopanna Aisam-ul-Haq Qureshi         | 1–6, 3–6                    |
| Vitória   | 6–8   | Fev 2012 | Brasil Open, Brasil (2)                               | 250 Series    | Saibro (i) | Eric Butorac       | Michal Mertiňák André Sá                   | 3–6, 6–4, [10–8]            |
| Derrota   | 6–9   | Jul 2012 | Swedish Open, Suécia                                  | 250 Series    | Saibro     | Alexander Peya     | Robert Lindstedt Horia Tecău               | 3–6, 6–7(5–7)               |
| Vitória   | 7–9   | Set 2012 | Malaysian Open, Malásia                               | 250 Series    | Duro (i)   | Alexander Peya     | Colin Fleming Ross Hutchins                | 5–7, 7–5, [10–7]            |
| Vitória   | 8–9   | Out 2012 | Japan Open Tennis Championships, Japão                | 500 Series    | Duro       | Alexander Peya     | Leander Paes Radek Štěpánek                | 6–3, 7–6(7–5)               |
| Vitória   | 9–9   | Out 2012 | Stockholm Open, Suécia (2)                            | 250 Series    | Duro (i)   | Marcelo Melo       | Robert Lindstedt Nenad Zimonjić            | 6–7(4–7), 7–5, [10–6]       |
| Vitória   | 10–9  | Out 2012 | Valencia Open 500, Espanha                            | 500 Series    | Duro (i)   | Alexander Peya     | David Marrero Fernando Verdasco            | 6–3, 6–2                    |
| Vitória   | 11–9  | Jan 2013 | Auckland Open, Nova Zelândia                          | 250 Series    | Duro       | Colin Fleming      | Johan Brunström Frederik Nielsen           | 7–6(7–1), 7–6(7–2)          |
| Vitória   | 12–9  | Fev 2013 | Brasil Open, Brasil (3)                               | 250 Series    | Saibro (i) | Alexander Peya     | František Čermák Michal Mertiňák           | 6–7(5–7), 6–2, [10–7]       |
| Vitória   | 13–9  | Abr 2013 | Barcelona Open, Espanha                               | 500 Series    | Saibro     | Alexander Peya     | Robert Lindstedt Daniel Nestor             | 5-7, 7-6(9-7), [10-4]       |
| Derrota   | 13–10 | Mai 2013 | Madrid Open, Espanha                                  | Masters 1000  | Saibro     | Alexander Peya     | Bob Bryan Mike Bryan                       | 2–6, 3–6                    |
| Derrota   | 13–11 | Jun 2013 | Queen's Club Championships, Reino Unido               | 250 Series    | Grama      | Alexander Peya     | Bob Bryan Mike Bryan                       | 6-4, 5-7, [3-10]            |
| Vitória   | 14–11 | Jun 2013 | Eastbourne International, Reino Unido                 | 250 Series    | Grama      | Alexander Peya     | Colin Fleming Jonathan Marray              | 3–6, 6–3, [10–8]            |
| Derrota   | 14–12 | Jul 2013 | German Open, Alemanha                                 | 500 Series    | Saibro     | Alexander Peya     | Mariusz Fyrstenberg Marcin Matkowski       | 6-3, 1-6, [8-10]            |
| Vitória   | 15–12 | Ago 2013 | Canadian Open, Canadá                                 | Masters 1000  | Duro       | Alexander Peya     | Andy Murray Colin Fleming                  | 6–4, 7–6(7-4)               |
| Derrota   | 15–13 | Set 2013 | US Open, Estados Unidos                               | Grand Slam    | Duro       | Alexander Peya     | Leander Paes Radek Štěpánek                | 1-6, 3-6                    |
| Vitória   | 16–13 | Out 2013 | Valencia Open, Espanha (2)                            | 500 Series    | Duro (i)   | Alexander Peya     | Bob Bryan Mike Bryan                       | 7-6(7-3), 6-7(1-7), [13-11] |
| Derrota   | 16–14 | Nov 2013 | Paris Masters, França                                 | Masters 1000  | Duro (i)   | Alexander Peya     | Bob Bryan Mike Bryan                       | 3-6, 3-6                    |
| Derrota   | 16–15 | Jan 2014 | Qatar Open, Catar                                     | 250 Series    | Duro       | Alexander Peya     | Tomáš Berdych Jan Hájek                    | 2-6, 4-6                    |
| Derrota   | 16–16 | Jan 2014 | Auckland Open, Nova Zelândia (2)                      | 250 Series    | Duro       | Alexander Peya     | Julian Knowle Marcelo Melo                 | 6-4, 3-6, [5-10]            |
| Derrota   | 16–17 | Mar 2014 | Indian Wells Masters, Estados Unidos                  | Masters 1000  | Duro       | Alexander Peya     | Bob Bryan Mike Bryan                       | 4–6, 3–6                    |
| Vitória   | 17–17 | Jun 2014 | Queen's Club Championships, Reino Unido               | 250 Series    | Grama      | Alexander Peya     | Jamie Murray John Peers                    | 4-6, 7-6(7-4), [10-4]       |
| Derrota   | 17–18 | Jun 2014 | Eastbourne International, Reino Unido                 | 250 Series    | Grama      | Alexander Peya     | Treat Huey Dominic Inglot                  | 7–5, 5–7, [10–8]            |
| Derrota   | 17–19 | Jul 2014 | German Open, Alemanha (2)                             | 500 Series    | Saibro     | Alexander Peya     | Marin Draganja Florin Mergea               | 4-6, 5-7                    |
| Vitória   | 18–19 | Ago 2014 | Canadian Open, Canadá (2)                             | Masters 1000  | Duro       | Alexander Peya     | Ivan Dodig Marcelo Melo                    | 6-4, 6-3                    |
| Vitória   | 19–19 | Mai 2015 | Bavarian International Tennis Championships, Alemanha | 250 Series    | Saibro     | Alexander Peya     | Alexander Zverev Mischa Zverev             | 4–6, 6–1, [10–5]            |
| Derrota   | 19–20 | Jun 2015 | Stuttgart Open, Alemanha                              | 250 Series    | Grama      | Alexander Peya     | Rohan Bopanna Florin Mergea                | 7-5, 2-6, [7-10]            |
| Vitória   | 20–20 | Nov 2015 | Swiss Indoors, Suíça                                  | 500 Series    | Duro (i)   | Alexander Peya     | Jamie Murray John Peers                    | 7-5, 7-5                    |
| Vitória   | 21–20 | Jan 2016 | Sydney International, Austrália                       | 250 Series    | Duro       | Jamie Murray       | Rohan Bopanna Florin Mergea                | 6–3, 7–6(8–6)               |
| Vitória   | 22–20 | Jan 2016 | Australian Open, Austrália                            | Grand Slam    | Duro       | Jamie Murray       | Daniel Nestor Radek Štěpánek               | 2-6, 6-4, 7-5               |
| Derrota   | 22–21 | Abr 2016 | Monte-Carlo Masters, Mônaco (2)                       | Masters 1000  | Saibro     | Jamie Murray       | Pierre-Hugues Herbert Nicolas Mahut        | 6–4, 0–6, [6–10]            |
| Derrota   | 22–22 | Jul 2016 | Canadian Open, Canadá                                 | Masters 1000  | Duro       | Jamie Murray       | Ivan Dodig Marcelo Melo                    | 4–6, 4–6                    |
| Vitória   | 23–22 | Set 2016 | US Open, Estados Unidos                               | Grand Slam    | Duro       | Jamie Murray       | Pablo Carreño Busta Guillermo Garcia-Lopez | 6-2, 6-3                    |
| Derrota   | 23–23 | Jan 2017 | Sydney Internationay, Austrália                       | 250 Series    | Duro       | Jamie Murray       | Wesley Koolhof Matwé Middelkoop            | 3–6, 5–7                    |
| Vitória   | 24–23 | Mar 2017 | Mexican Open, México                                  | 500 Series    | Duro       | Jamie Murray       | John Isner Feliciano López                 | 6–3, 6–3                    |
| Vitória   | 25–23 | Jun 2017 | Stuttgart Open, Alemanha                              | 250 Series    | Grama      | Jamie Murray       | Oliver Marach Mate Pavić                   | 6–7(4–7), 7–5, [10–5]       |
| Vitória   | 26–23 | Jun 2017 | Queen's Club Championships, Reino Unido (2)           | 500 Series    | Grama      | Jamie Murray       | Julien Benneteau Édouard Roger-Vasselin    | 6–2, 6–3                    |
| Derrota   | 26–24 | Ago 2017 | Cincinnati, Estados Unidos                            | Masters 1000  | Duro       | Jamie Murray       | Pierre-Hugues Herbert Nicolas Mahut        | 6–7(6–8), 4–6               |
| Derrota   | 27–24 | Out 2017 | Japan Open, Japão                                     | Masters 1000  | Duro       | Jamie Murray       | Ben McLachlan Yasutaka Uchiyama            | 4–6, 6–7(1–7)               |
| Derrota   | 26–26 | Jan 2018 | Qatar Open, Catar                                     | 250 Series    | Duro       | Jamie Murray       | Oliver Marach Mate Pavić                   | 2–6, 6–7(6–8)               |
| Vitória   | 27–26 | Mar 2018 | Mexican Open, México (2)                              | 500 Series    | Duro       | Jamie Murray       | Bob Bryan Mike Bryan                       | 7–6(7–4), 7–5               |
| Derrota   | 27–27 | Jun 2018 | Queen's Club Championships, Reino Unido               | 500 Series    | Grama      | Jamie Murray       | Henri Kontinen John Peers                  | 4–6, 3–6                    |
| Vitória   | 28–27 | Ago 2018 | Washington Open, Estados Unidos                       | 500 Series    | Duro       | Jamie Murray       | Mike Bryan Édouard Roger-Vasselin          | 3–6, 6–3, [10–4]            |
| Vitória   | 29–27 | Ago 2018 | Cincinnati Masters, Estados Unidos                    | Masters 1000  | Duro       | Jamie Murray       | Juan Sebastián Cabal Robert Farah          | 4–6, 6–3, [10–6]            |
| Derrota   | 29–28 | Out 2018 | Shanghai Masters, China                               | Masters 1000  | Duro       | Jamie Murray       | Łukasz Kubot Marcelo Melo                  | 4–6, 2–6                    |
| Vitória   | 30–28 | Jan 2019 | Sydney International, Austrália (2)                   | 250 Series    | Duro       | Jamie Murray       | Juan Sebastián Cabal Robert Farah          | 6–4, 6–3                    |
| Derrota   | 30–29 | Abr 2019 | Barcelona Open, Espanha                               | 500 Series    | Saibro     | Jamie Murray       | Juan Sebastián Cabal Robert Farah          | 4–6, 6–7(4–7)               |
| Vitória   | 31–29 | Jun 2019 | Stuttgart Open, Alemanha (2)                          | 250 Series    | Grama      | John Peers         | Rohan Bopanna Denis Shapovalov             | 7–5, 6–3                    |
| Vitória   | 32–29 | Out 2019 | Shanghai Masters, China                               | Masters 1000  | Duro       | Mate Pavić         | Łukasz Kubot Marcelo Melo                  | 6–4, 6–2                    |
| Derrota   | 32–30 | Out 2019 | Stockholm Open, Suécia                                | 250 Series    | Duro (i)   | Mate Pavić         | Henri Kontinen Édouard Roger-Vasselin      | 4–6, 2–6                    |
| Vitória   | 33–30 | Set 2020 | US Open, Estados Unidos (2)                           | Grand Slam    | Duro       | Mate Pavić         | Wesley Koolhof Nikola Mektić               | 7-5, 6-3                    |
| Derrota   | 33–31 | Out 2020 | Roland Garros, França                                 | Grand Slam    | Saibro     | Mate Pavić         | Kevin Krawietz Andreas Mies                | 3–6, 5–7                    |
| Derrota   | 33–32 | Nov 2020 | Paris Masters, França                                 | Masters 1000  | Duro (i)   | Mate Pavić         | Félix Auger-Aliassime Hubert Hurkacz       | 7–6(7–3), 6–7(7–9), [2–10]  |
| Vitória   | 34–32 | Fev 2021 | Great Ocean Road Open, Austrália                      | 250 Series    | Duro       | Jamie Murray       | Juan Sebastián Cabal Robert Farah          | 6–3, 7–6(9–7)               |
| Derrota   | 34–33 | Set 2021 | US Open, Estados Unidos                               | Grand Slam    | Duro       | Jamie Murray       | Rajeev Ram Joe Salisbury                   | 6–3, 2–6, 2–6               |
| Vitória   | 35–33 | Out 2021 | St. Petersburg Open, Rússia                           | 250 Series    | Duro (i)   | Jamie Murray       | Andrey Golubev Hugo Nys                    | 6–3, 6–4                    |
| Derrota   | 35–34 | Fev 2022 | Rio Open, Brasil                                      | 500 Series    | Saibro     | Jamie Murray       | Simone Bolelli Fabio Fognini               | 5–7, 7–6(7–2), [6–10]       |

## Team Tennis Leagues

### Finais de League: 0
| Finais por ligas                                 |
| ------------------------------------------------ |
| World TeamTennis (WTT) (0–0)                     |
| International Premier Tennis League (IPTL) (0–0) |

| Finais por clube             |
| ---------------------------- |
| DBS Singapore Slammers (0–0) |

| Tabela de resultados de League |
| ------------------------------ |
| 1º lugar (0)                   |
| 2º lugar (0)                   |
| 3º lugar (0)                   |
| 4º lugar (1)                   |

| Local | Data     | League                                     | Locação                          | Superfícies    | Time               | Parceiro                                                                                                 | Times Oponentes                                                        |
| ----- | -------- | ------------------------------------------ | -------------------------------- | -------------- | ------------------ | --- | ---------------------------------------------------------------------- |
| 4º    | Dez 2014 | International Premier Tennis League (IPTL) | Filipinas, EAU, Índia, Singapura | Duro (i), Duro | Singapore Slammers | Andre Agassi Tomáš Berdych Lleyton Hewitt Nick Kyrgios Patrick Rafter Serena Williams Daniela Hantuchová | Indian Aces: Campeões (1º) UAE Royals: Vices (2º) Manila Mavericks: 3º |

## Finais de Challengers e Futures

### Simples: 11 (5 títulos, 6 vices)
| Legenda       |
| ------------- |
| Futures (5–6) |

| Títulos por piso |
| ---------------- |
| Duro (4–3)       |
| Saibro (1–3)     |
| Grama (0–0)      |
| Carpete (0–0)    |

| Resultado | Nº | Data                  | Torneio                                   | Piso   | Oponente              | Placar             |
| --------- | -- | --------------------- | ----------------------------------------- | ------ | --------------------- | ------------------ |
| Campeão   | 1. | 13 de maio de 2002    | México F7, Loreto, México                 | Duro   | Carlos Berlocq        | 6-4, 6-4           |
| Campeão   | 2. | 20 de janeiro de 2003 | Guatemala F1, Ciudad Obregón, Guatemala   | Duro   | Juan Pablo Brzezicki  | 6-4, 6-3           |
| Vice      | 1. | 19 de maio de 2003    | Colômbia F1A, Colômbia                    | Saibro | Franco Ferreiro       | 4-6, 6-7(3-7)      |
| Vice      | 2. | 16 de junho de 2003   | México F8, Los Cabos, México              | Duro   | Thiago Alves          | 6-3, 4-6, 0-6      |
| Vice      | 3. | 13 de outubro de 2003 | E.U.A. F28, Lubbock, Estados Unidos       | Duro   | Dusan Vemic           | 4-6, 4-6           |
| Campeão   | 4. | 1 de março de 2004    | Brasil F1, São Paulo, Brasil              | Duro   | Franco Ferreiro       | 6-2, 6-1           |
| Campeão   | 3. | 8 de março de 2004    | Brasil F2, Goiânia, Brasil                | Duro   | Ignacio González King | 6-3, 7-5           |
| Vice      | 4. | 10 de janeiro de 2005 | El Salvador F1, San Salvador, El Salvador | Saibro | Thiago Alves          | 2-6, 3-6           |
| Vice      | 5. | 17 de janeiro de 2005 | Guatemala F1, Guatemala                   | Duro   | John Paul Fruttero    | 3-6, 3-6           |
| Vice      | 6. | 25 de abril de 2005   | Colômbia F3, Cáli, Colômbia               | Saibro | Carlos Salamanca      | 2-6, 2-6           |
| Campeão   | 5. | 2 de maio de 2005     | Colômbia F4, Pereira, Colômbia            | Saibro | Diego Hartfield       | 6-2, 6-7(3-7), 6-3 |

### Duplas: 45 (28 títulos, 17 vices)
| Legenda                     |
| ATP Challengers Tour (12-6) |
| Futures (16–11)             |

| Finais por piso |
| Duro (15–9)     |
| Saibro (13–8)   |
| Grama (0–0)     |
| Carpete (0-0)   |

| Resultado | Nº  | Data                    | Torneio                                          | Piso   | Parceiro              | Oponentes                             | Placar                    |
| Campeão   | 1.  | 11 de setembro de 2000  | Peru F3, Lima, Peru                              | Saibro | Thiago Alves          | Patricio Arquez Ignacio Gonzalez-King | 7-6(7-2), 7-6(7-5)        |
| Campeão   | 2.  | 26 de março de 2001     | Argentina F3, Santa Fé, Argentina                | Saibro | Ricardo Schlachter    | Leonardo Olguin Marcello Wonk         | 7-6(7-3) 4-6 6-3          |
| Campeão   | 3.  | 7 de maio de 2001       | México F4, Cozumel, México                       | Duro   | Ricardo Schlachter    | Marcelo Amador Miguel Gallardo-Valles | 6-2, 6-2                  |
| Campeão   | 4.  | 14 de maio de 2001      | México F5, Zacatecas, México                     | Duro   | Ricardo Schlachter    | Zack Fleishman Doug Root              | 6-4, 6-4                  |
| Vice      | 1.  | 8 de outubro de 2001    | Brasil F7, Florianópolis, Brasil                 | Duro   | Eduardo Bohrer        | Pedro Braga Otavio Rovati             | 5-7, 4-6                  |
| Vice      | 2.  | 6 de maio de 2002       | México F5, Aguascalientes, México                | Duro   | Marcelo Melo          | Marcelo Amador Miguel Gallardo-Valles | 4-6, 4-6                  |
| Campeão   | 5.  | 20 de maio de 2002      | México F8, Los Cabos, México                     | Duro   | Carlos Berlocq        | Sergio Elias Nenad Toroman            | 6-3, 7-5                  |
| Vice      | 3.  | 24 de junho de 2002     | Venezuela F1, Barquisimeto, Venezuela            | Duro   | Marcelo Melo          | Brandon Hawk Jason Marshall           | 6-4, 6-7(5-7), 3-6        |
| Vice      | 4.  | 12 de agosto de 2002    | Brasil F1, São Paulo, Brasil                     | Saibro | Marcelo Melo          | Pedro Braga Alessandro Guevara        | 3-6, 5-7                  |
| Campeão   | 6.  | 19 de agosto de 2002    | Brasil F2, Florianópolis, Brasil                 | Saibro | Marcelo Melo          | Pedro Braga Alessandro Guevara        | 7-6(10-8), 5-7, 6-4       |
| Vice      | 5.  | 26 de agosto de 2002    | Brasil F1, São Paulo, Brasil                     | Saibro | Marcelo Melo          | Luiz Marafelli Márcio Petrone         | 6-7(4-7), 6-7(2-7)        |
| Campeão   | 7.  | 2 de setembro de 2002   | Brasil F4, Florianópolis, Brasil                 | Saibro | Marcelo Melo          | Eduardo Bohrer Eduardo Frick          | 6-3, 6-4                  |
| Campeão   | 8.  | 13 de janeiro de 2003   | El Salvador F2, San Salvador, El Salvador        | Saibro | Juan Pablo Brzezicki  | Alejandro Falla Carlos Salamanca      | 4-6, 6-4, 7-6(7-3)        |
| Vice      | 6.  | 20 de janeiro de 2003   | Guatemala F1, Guatemala                          | Duro   | Márcio Torres         | Victor Estrella Burgos Jhonson Garcia | 7-6(7-4), 4-6, 6-7(13-15) |
| Campeão   | 9.  | 10 de fevereiro de 2003 | Brasil F1, São Paulo, Brasil                     | Saibro | Thiago Alves          | Ronaldo Carvalho Ricardo Schlachter   | 7-5, 6-4                  |
| Vice      | 7.  | 28 de abril de 2003     | México F3, Guadalajara, México                   | Duro   | Ignacio González King | Eduardo Bohrer Ronaldo Carvalho       | 6-7(5-7), 6-7(9-11)       |
| Campeão   | 10. | 5 de maio de 2003       | México F4, Aguascalientes, México                | Saibro | Alejandro Falla       | Ronaldo Carvalho Gabriel Pitta        | 4-6, 6-4, 6-3             |
| Campeão   | 11. | 26 de maio de 2003      | Colômbia F1B, Pereira, Colômbia                  | Saibro | Marcelo Melo          | Pablo Gonzalez Santiago Gonzalez      | 6-3, 6-2                  |
| Vice      | 8.  | 2 de junho de 2003      | México F6, Loreto, México                        | Saibro | Tiago Alves           | Bruno Echagaray Santiago Gonzalez     | W/O                       |
| Campeão   | 12. | 9 de junho de 2003      | México F7, Loreto, México                        | Duro   | Thiago Alves          | Bruno Echagaray Santiago Gonzalez     | 4-6, 6-3, 6-4             |
| Campeão   | 13. | 22 de setembro de 2003  | Estados Unidos F27, Ojai, Estados Unidos         | Duro   | Julien Cassaigne      | Travis Rettenmaier Robert Yim         | 6-4, 6-3                  |
| Vice      | 9.  | 29 de setembro de 2003  | Estados Unidos F6, Laguna Niguel, Estados Unidos | Duro   | Adam Kennedy          | Scott Lipsky David Martin             | 3-6, 6-7(2-7)             |
| Campeão   | 14. | 27 de outubro de 2003   | Estados Unidos F30, Hammond Estados Unidos       | Duro   | Lu Yen-hsun           | Amer Delic Bobby Reynolds             | 6-4, 6-4                  |
| Campeão   | 1.  | 17 de novembro de 2003  | Champaign, Estados Unidos                        | Duro   | Travis Parrott        | Brian Baker Rajeev Ram                | 4–6, 6–4, 6–1             |
| Campeão   | 2.  | 9 de fevereiro de 2004  | Joplin, Estados Unidos                           | Duro   | Lu Yen-hsun           | Brian Baker Rajeev Ram                | 3-6, 6-1, 6-1             |
| Campeão   | 15. | 7 de março de 2004      | Brasil F1, Florianópolis, Brasil                 | Saibro | Marcelo Melo          | Alexandre Bonatto Franco Ferreiro     | 3-6 7-5 6-3               |
| Campeão   | 16. | 14 de março de 2004     | Brasil F2, Caldas Novas, Brasil                  | Duro   | Marcelo Melo          | Alessandro Camarco Leonardo Kirche    | 6-2 6-3                   |
| Campeão   | 3.  | 10 de maio de 2004      | Forest Hills, Estados Unidos                     | Saibro | Jason Marshall        | Michael Berrer Jimmy Wang             | 7-6(7-5), 6-3             |
| Campeão   | 4.  | 2 de agosto de 2004     | Gramado, Brasil                                  | Duro   | Santiago González     | Henrique Mello Alexandre Simoni       | 6-3, 6-3                  |
| Vice      | 1.  | 27 de setembro de 2004  | College Station, Estados Unidos                  | Duro   | André Sá              | Paul Goldstein Brian Vahaly           | 5-7, 6-2, 4-6             |
| Campeão   | 5.  | 4 de outubro de 2004    | Austin, Estados Unidos                           | Duro   | André Sá              | Robert Kendrick Brian Vahaly          | 6-3, 6-1                  |
| Campeão   | 6.  | 11 de outubro de 2004   | Tiburon, Estados Unidos                          | Duro   | André Sá              | Brandon Coupe Robert Kendrick         | 6-2, 6-3                  |
| Vice      | 10. | 17 de janeiro de 2005   | Guatemala F1, Cidade da Guatemala, Guatemala     | Duro   | Tiago Alves           | Jean-Julien Rojer Márcio Torres       | 6-4, 3-6, 2-6             |
| Vice      | 11. | 2 de maio de 2005       | Colômbia F1, Pereira, Colômbia                   | Saibro | Pablo Gonzalez        | Daniel Garza Diego Hartfield          | 6-7(4-7), 6-7(1-7)        |
| Campeão   | 7.  | 3 de janeiro de 2005    | São Paulo, Brasil                                | Duro   | André Sá              | Tomás Behrend Marcos Daniel           | 6–2, 6–2                  |
| Vice      | 2.  | 30 de maio de 2005      | Yuba City, Estados Unidos                        | Duro   | Santiago Gonzalez     | Brandon Coupe Justin Gimelstob        | 2-6, 6-3, 6-7(1-7)        |
| Vice      | 3.  | 13 de junho de 2005     | Cuenca, Equador                                  | Saibro | Marcelo Melo          | Goran Dragicevic Mirko Pehar          | 3-6, 6-7(5-7)             |
| Campeão   | 8.  | 16 de julho de 2007     | Cuenca, Equador                                  | Saibro | Márcio Torres         | Brian Dabul Eric Nunez                | 7-6(8-6), 3–6, [11-9]     |
| Campeão   | 9.  | 30 de Julho de 2007     | Belo Horizonte, Brasil                           | Duro   | Santiago González     | Márcio Torres Nicolas Tourte          | 6–7(3-7), 6–4, 10–5       |
| Campeão   | 10. | 15 de Outubro de 2007   | Bogotá, Colômbia                                 | Saibro | Thomaz Bellucci       | Marcel Granollers Santiago Ventura    | 6-4, 4-6, [11-9]          |
| Vice      | 4.  | 1 de Outubro de 2007    | Medellín, Colômbia                               | Saibro | Santiago González     | Pablo Cuevas Horacio Zeballos         | 6-4, 4-6                  |
| Campeão   | 11. | 31 de Dezembro de 2007  | São Paulo, Brasil                                | Duro   | Jamie Delgado         | Brian Dabul Horacio Zeballos          | 6–1, 6–3                  |
| Vice      | 5.  | 3 de Março de 2008      | Bogotá, Colômbia                                 | Saibro | Thomaz Bellucci       | Ramon Delgado Brian Dabul             | 6-7(5-7), 4-6             |
| Vice      | 6.  | 14 de Abril de 2008     | Florianópolis, Brasil                            | Saibro | Thomaz Bellucci       | Adrián García Leonardo Mayer          | 2-6, 0-6                  |
| Campeão   | 12. | 28 de Abril de 2008     | Túnis, Tunísia                                   | Saibro | Thomaz Bellucci       | Jean-Claude Scherrer Nicolas Tourte   | 6–3, 6–4                  |